# Морис Хемелсут
Гент
Морис Хемелсут (хол. Maurice Hemelsoet; 8. март 1875 —  29. децембар 1943) је некадашњи белгијски веслач, учесник Летњих олимпијских игара 1900. Био је члан белгијског Краљевског наутичког клуба Гент из Гента, са којим је наступао на Олимпијским играма 1900. у Паризу.
На Олимпијским играма 1900. такмичио се у трци осмераца. Посаду осмерца су чинили:Жил де Бишоп, Проспер Бругеман, Оскар де Сомвил, Оскар де Кок, Морис Хемелсут, Марцел ван Кромбруге, Франк Одберг, Морис Вердонк и Алфред ван Ландегем (кормилар). У финалној трци резултатом 6:13,8 мин. освојили су друго место.